# Psel
La Psel ou Psiol (en russe : Псёл ; en ukrainien : Псел) est une rivière de Russie et d'Ukraine et un affluent de la rive gauche du fleuve Dniepr.

## Géographie
Elle est longue de 717 km et draine un bassin de 22 800 km2. La rive droite de la Psel est élevée et raide tandis que la rive gauche est basse. Ses périodes de gel vont de la fin du mois de novembre à la mi-mars.

## Affluents
Les principaux affluents de la rivière comprennent :
- rive droite : Soudja, Groun et Khorol
- rive gauche : Pena, Groun-Tachan et Goltva.

## Villes
La rivière Psel arrose les villes de :
- Soumy (oblast de Soumy, en Ukraine)
- Oboïan (oblast de Koursk, en Russie)
- Hadiatch (oblast de Poltava, en Ukraine)